# جایزه ادبی ساموئل جانسون
جایزه ادبی ساموئل جانسون (انگلیسی: Samuel Johnson Prize) جایزه ادبیات غیر داستانی که هر ساله به برترین کتاب به زبان انگلیسی در این زمینه اهدا می‌شود. این جایزه که به نام نویسندهٔ انگلیسی قرن هجدهم، ساموئل جانسون، نام‌گذاری شده‌است از سال ۱۹۹۹ به جای «جایزه ادبی ان‌سی‌آر» که حامی مالی آن شرکت رایانه‌ای آمریکایی ان‌سی‌آر بود جایگزین شد. این جایزه ۲۵٬۰۰۰ پوندی به برترین نویسنده ادبیات غیر داستانی، با هر ملیتی که کتاب خود را در بازار کتاب بریتانیا به چاپ برساند اهدا می‌شود. این جایزه از سال ۲۰۰۸ میلادی از آن جهت که تحت پوشش شبکه بی‌بی‌سی چهار قرار گرفت، با نام کامل جایزه ادبی بی‌بی‌سی چهار ساموئل جانسون شناخته می‌شود.

## تاریخچه
قبل از تأسیس جایزه ساموئل جانسون، جایزه ادبی برتر بریتانیا برای ادبیات غیرداستانی، جایزه کتاب NCR بود که در سال 1987 تأسیس شده بود. در سال 1997، جایزه NCR با رسوایی روبرو شد که داوران، که بسیاری از آنها به دلیل محبوبیتشان به جای ویژگی های ادبی انتخاب شده بودند، از "خوانندگان ارواح" استفاده کرده بودند و انتظار نمی رفت کتاب هایی را که به آنها رای داده اند بخوانند. به دلیل این مشکل و مشکلات دیگر، این جایزه فعالیت خود را متوقف کرد. در پاسخ، یکی از برندگان قبلی جایزه NCR، مورخ پیتر هنسی، به استوارت پروفیت، مدیر انتشارات پنگوئن پرس، با ایده یک جایزه جدید مراجعه کرد. یک خیر ناشناس پیدا شد که بودجه تأسیس این جایزه را تأمین کرد، که به نام نویسنده و فرهنگ نویس انگلیسی قرن 18 ساموئل جانسون نامگذاری شد.
از زمان آغاز به کار تا سال 2001، این جایزه به طور مستقل توسط خیر مؤسس تأمین مالی شد. در سال 2002، توسط بی‌بی‌سی تصاحب شد و به جایزه ساموئل جانسون بی‌بی‌سی چهار تغییر نام داد و توسط بی‌بی‌سی چهار مدیریت شد. در سال 2009، این نام به جایزه بی‌بی‌سی ساموئل جانسون برای غیرداستانی  تغییر یافت و توسط BBC Two مدیریت شد. نام جدید نشان دهنده تعهد بی بی سی به پخش پوشش جایزه در برنامه BBC2، The Culture Show است. در سال 2016، نام به جایزه بیلی گیفورد برای غیرداستانی، پس از حامی اصلی جدید آن، شرکت مدیریت سرمایه گذاری مستقر در ادینبورگ، بیلی گیفورد، تغییر یافت.
قبل از تغییر نام در سال 2009، برنده 30000 پوند و هر فینالیست 2500 پوند دریافت می کرد. پس از سال 2009، جایزه 20000 پوند برای برنده بود و هر فینالیست 1000 پوند دریافت کرد. در فوریه 2012، کمیته راهبری جایزه اعلام کرد که حامی جدیدی برای جایزه پیدا شده است، یک انسان نیکوکار ناشناس، که امکان افزایش مبلغ جایزه به 25000 پوند را فراهم می کند. در سال 2015، بودجه برای جایزه توسط بنیاد خانواده بلاواتنیک ترتیب داده شد، در حالی که برگزارکنندگان به دنبال حامیان اولیه جدید از سال 2016 به بعد بودند.
در سال 2016، تحت حامیان مالی جدید بیلی گیفورد، مبلغ جایزه به 30000 پوند برای برنده بازگردانده شد.
در سال 2019، پس از اعلام اینکه بیلی گیفورد حداقل تا سال 2026 حامی این جایزه خواهد بود، مبلغ جایزه به 50000 پوند افزایش یافت.
این جایزه به طور گسترده به عنوان معتبرترین جایزه بریتانیا برای نویسندگان غیرداستانی شناخته می شود.

## فهرست برندگان
- ۱۹۹۹ آنتونی بیوور :Stalingrad
- ۲۰۰۰ دیوید کارینز: Berlioz: Volume 2
- ۲۰۰۱ مایکل بورلی :The Third Reich: A New History
- ۲۰۰۲ مارگارت مک میلان :Peacemakers: The Paris Peace Conference of 1919 and Its Attempt to End War
- ۲۰۰۳ تی جی بنیون: Pushkin: A Biography
- ۲۰۰۴ آنا فاندر: Stasiland: Oh Wasn't it so Terrible - True Stories from Behind the Berlin Wall
- ۲۰۰۵ جاناتان کوی: Like A Fiery Elephant: The Story of B. S. Johnson
- ۲۰۰۶ جیمز شاپیرو: 1599: A Year in the Life of William Shakespeare
- ۲۰۰۷ رجیوو کاندراسکارن: Imperial Life in the Emerald City: Inside Iraq's Green Zone
- ۲۰۰۸ کیت سمرسکیل: The Suspicions of Mr Whicher Or The Murder at Road Hill House
- ۲۰۰۹ فیلیپ هور: Leviathan or, The Whale
- ۲۰۱۰ باربارا دمیک: Nothing to Envy: Ordinary Lives in North Korea
- ۲۰۱۱ فرانک دیکاتر: Mao's Great Famine: The History of China's Most Devastating Catastrophe, 1958–1962
- ۲۰۱۲ وید دیویس: Into the Silence: The Great War, Mallory and the Conquest of Everest
- ۲۰۱۳ لوسی هیوز هالت: The Pike
- ۲۰۱۴ هلن مک دونالد: H is for Hawk
- ۲۰۱۵ استیو سیلبرمن: Neuro Tribes